# Alfonso María de Borbón y Borbón
Alfonso de Borbón y Borbón(Madrid, 15 de noviembre de 1866-28 de abril de 1934) fue un noble español, tataranieto de Carlos III de España, hijo del infante Sebastián Gabriel de Borbón y Braganza y la infanta María Cristina de Borbón y Borbón. 
Se alejó de la familia de la Casa de Borbón y se casó morganáticamente con Julia Méndez y Morales en 1929, perdiendo cualquier derecho al trono español; el matrimonio no tuvo hijos y terminó en divorcio.
Es conocido por tener 88 nombres (o 106 si se cuentan los nombres dobles por separado) fueron la culminación de la tendencia en los círculos nobles españoles de dar cada vez más nombres de santos, su nombre completo era:
Alfonso María Isabel Francisco Eugenio Gabriel Pedro Sebastián Pelayo Fernando Francisco de Paula Pío Miguel Rafael Juan José Joaquín Ana Zacarias Elisabeth Simeón Tereso Pedro Pablo Tadeo Santiago Simón Lucas Juan Mateo Andrés Bartolomé Ambrosio Geronimo Agustín Bernardo Candido Gerardo Luis-Gonzaga Filomeno Camilo Cayetano Andrés-Avelino Bruno Joaquín-Picolimini Felipe Luis-Rey-de-Francia Ricardo Esteban-Protomártir Genaro Nicolás Estanislao-de-Koska Lorenzo Vicente Crisostomo Cristano Darío Ignacio Francisco-Javier Francisco-de-Borja Higona Clemente Esteban-de-Hungría Ladislado Enrique Ildefonso Hermenegildo Carlos-Borromeo Eduardo Francisco-Régis Vicente-Ferrer Pascual Miguel-de-los-Santos Adriano Venancio Valentín Benito José-Oriol Domingo Florencio Alfacio Benére Domingo-de-Silos Ramón Isidro Manuel Antonio Todos-los-Santos de Borbón y Borbón.
Esa costumbre había comenzado en la generación de su bisabuelo. Su tatarabuelo Carlos III tenía dos nombres, su bisabuelo diez, su abuelo diecisiete y su padre doce.

## Biografía
Alfonso de Borbón y Borbón nació el 15 de noviembre de 1866 en Madrid. Fue el cuarto hijo del Infante Sebastián Gabriel de Borbón y Braganza, príncipe de Portugal y España y comandante carlista en la 1.ª guerra carlista y de su segunda esposa, la infanta María Cristina de Borbón y Borbón. A pesar de haber nacido en la Familia Real Española a través de un matrimonio de igual rango, no se le concedió el título de "infante" al nacer. Sus primeros años estuvieron marcados por la agitación política, tras la Revolución de 1868, fue obligado a exiliarse junto a su familia, instalándose en la ciudad francesa de Biarritz. 
Regresaron a España en 1875, tras la restauración de la monarquía a través de su primo Alfonso XII y debido al fallecimiento de su padre unos meses antes de su regreso, Alfonso y sus hermanos quedaron bajo la tutela del rey. Fueron educados en el prestigioso Theresianum de Viena y al finalizar sus estudios, regresó a España, donde la Reina Regente María Cristina le ofreció un título ducal, ofrecimiento que declinó por considerar que restaría importancia a su noble linaje como hijo de dos infantes españoles y eclipsaría el protagonismo del apellido Borbón.
Alfonso de Borbón se inició como caballero novicio en la Orden de Alcántara y también fue caballero de las órdenes de Cristo y San Benito de Avis. Además, fue presidente de la Cruz Roja Española.
En 1929, Alfonso se casó en San Sebastián con Julia Méndez y Morales, pero el matrimonio terminó en divorcio con el advenimiento de la Segunda República española. En 1933, recibió el título de Príncipe de Borbón y le fue concedido el estilo de Alteza por el pretendiente carlista Alfonso Carlos I. Falleció en Madrid el 28 de abril de 1934, sin descendencia. Fue enterrado en el Cementerio de San Isidro.

## Literatura
- Almanaque de Gotha (1912), pág. 24.
- El pequeño Gotha (2002²), pág. 373.